# Прохазка, Бедржих
Бедржих Прохазка (чеш. Bedřich Procházka; 29 июля 1909 — неизвестно) — чехословацкий гребной рулевой, выступавший за сборную Чехословакии по академической гребле в 1930-х годах. Рулевой чехословацкой восьмёрки на летних Олимпийских играх в Берлине.

## Биография
Бедржих Прохазка родился 29 июля 1909 года.
Наивысшего успеха в своей спортивной карьере добился в сезоне 1936 года, когда вошёл в состав чехословацкой национальной сборной и благодаря череде удачных выступлений удостоился права защищать честь страны на летних Олимпийских играх в Берлине. Будучи рулевым в составе экипажа-восьмёрки, куда также вошли гребцы Карел Брандштеттер, Павел Парак, Ян Голобрадек, Ладислав Смолик, Франтишек Шир, Франтишек Кобзик, Антонин Грстка и Рудольф Баранек, занял последнее пятое место на предварительном квалификационном этапе и в дополнительном отборочном заезде так же выступил неудачно. Таким образом, в решающем финальном заезде участия не принимал.
После берлинской Олимпиады Прохазка больше не показывал сколько-нибудь значимых результатов в академической гребле на международной арене. Дата и место смерти неизвестны.